# Kanton Saint-Avold-1
Der Kanton Saint-Avold-1 war von 1984 bis 2015 ein französischer Wahlkreis im Arrondissement Forbach, im Département Moselle und in der Region Lothringen; sein Hauptort war Saint-Avold.

## Geografie
Der Kanton lag direkt an der Grenze zum Saarland.

## Gemeinden
Der Kanton bestand aus sechs Gemeinden:
| Gemeinde     | dt. Name     | Einwohner  | Code postal | Code Insee |
| ------------ | ------------ | ---------- | ----------- | ---------- |
| Altviller    | Altweiler    | 534        | 57730       | 57015      |
| Folschviller | Folschweiler | 4.635      | 57730       | 57224      |
| Porcelette   | Porcelette   | 2.458      | 57890       | 57550      |
| Saint-Avold  | Sankt Avold  | 16.922 (1) | 57500       | 57606      |
| Valmont      | Walmen       | 3.144      | 57730       | 57690      |
| Diesen       | Diesen       | 1.144      | 57890       | 57765      |

(1) Teil der Gemeinde.